# Musculus biceps femoris
Der Musculus biceps femoris (lat. für „zweiköpfiger Muskel des Oberschenkels“, auf Deutsch als „Schenkelbeuger“ oder „Beinbeuger“ bezeichnet) ist ein Skelettmuskel mit zwei Muskelköpfen.
Bei den Paarhufern ist der Muskel mit dem Musculus gluteus superficialis zum Musculus gluteobiceps verwachsen. Bei den vierfüßigen Säugetieren strahlt eine Nebensehne des M. biceps femoris (Fersenbeinsehne, Tendo accessorius) in die Achillessehne ein.

## Funktion
Der lange Kopf wirkt sowohl auf das Hüftgelenk als auch auf das Kniegelenk wie auch die beiden anderen Muskeln der Ischiocruralen Muskulatur, die Mm. semitendinosus und semimembranosus. Im Hüftgelenk bewirkt er Streckung und Außenrotation, im Kniegelenk Beugung. Der kurze Kopf wirkt nur auf das Kniegelenk. Somit beugen beide Muskeln das Kniegelenk und können bei gebeugtem Kniegelenk den Unterschenkel nach außen drehen.
Bei den vierfüßigen Säugetieren ist die Wirkung des Musculus biceps femoris noch komplexer. Neben der Streckung und Abduktion des Hüftgelenks wirkt er beim aufgesetzten Bein („Stützbein“) an der Streckung des Knies mit (weil der Unterschenkel am Boden fixiert ist), beim hochgehobenen Bein („Hangbein“) wirkt er als Kniebeuger. Durch seine Fersenbeinsehne wirkt der Muskel auch als Strecker des Sprunggelenks.
Die Mitwirkung des Musculus biceps femoris (und der anderen beiden Muskeln der ischiocruralen Muskulatur, der Mm. semitendinosus und semimembranosus) an der Streckung im Kniegelenk ist allerdings auch beim Menschen unter dem Begriff des Lombardschen Paradoxons bekannt.

## Varietäten
Manchmal fehlt das Caput breve. Die Außenrotation im gebeugten Kniegelenk muss dann vom Caput longum allein ausgeführt werden.